# Luttenberger*Klug
Luttenberger*Klug, bildat 2005 i Steiermark, är en österrikisk musikgrupp bestående av Michelle Luttenberger (född 12 juli 1990) och Chrissi Klug (född 5 februari 1989). 

## Karriär
Luttenberger föddes i staden Feldbach och Klug föddes i staden Deutschlandsberg. Efter att ha träffats vid en konsert där Klugs band spelade bestämde de sig senare för att starta sin egen musikgrupp. Deras debutsingel "Super Sommer" blev inte bara framgångsrik i Österrike men även i Tyskland.  Den andra singeln "Vergiss mich" blev ännu mer framgångsrik i dessa länder. År 2007 släppte de sitt debutalbum Mach dich bereit!. Vid Austrian Amadeus Awards 2007 vann de kategorin "årets singel" för låten "Vergiss mich". Den 21 november 2008 släpptes deras andra album Mädchen im Regen. Den 25 februari 2011 släpptes deras tredje album Unsere Zeit.

## Diskografi
- 2007 – Mach dich bereit!
- 2008 – Mädchen im Regen
- 2011 – Unsere Zeit